# Farinvaxskinn
Farinvaxskinn (Phlebia subserialis) är en svampart som först beskrevs av Bourdot & Galzin, och fick sitt nu gällande namn av Donk 1957. Farinvaxskinn ingår i släktet Phlebia och familjen Meruliaceae.  Arten är reproducerande i Sverige. Inga underarter finns listade i Catalogue of Life.